# Reina Prinsen Geerligsprijs

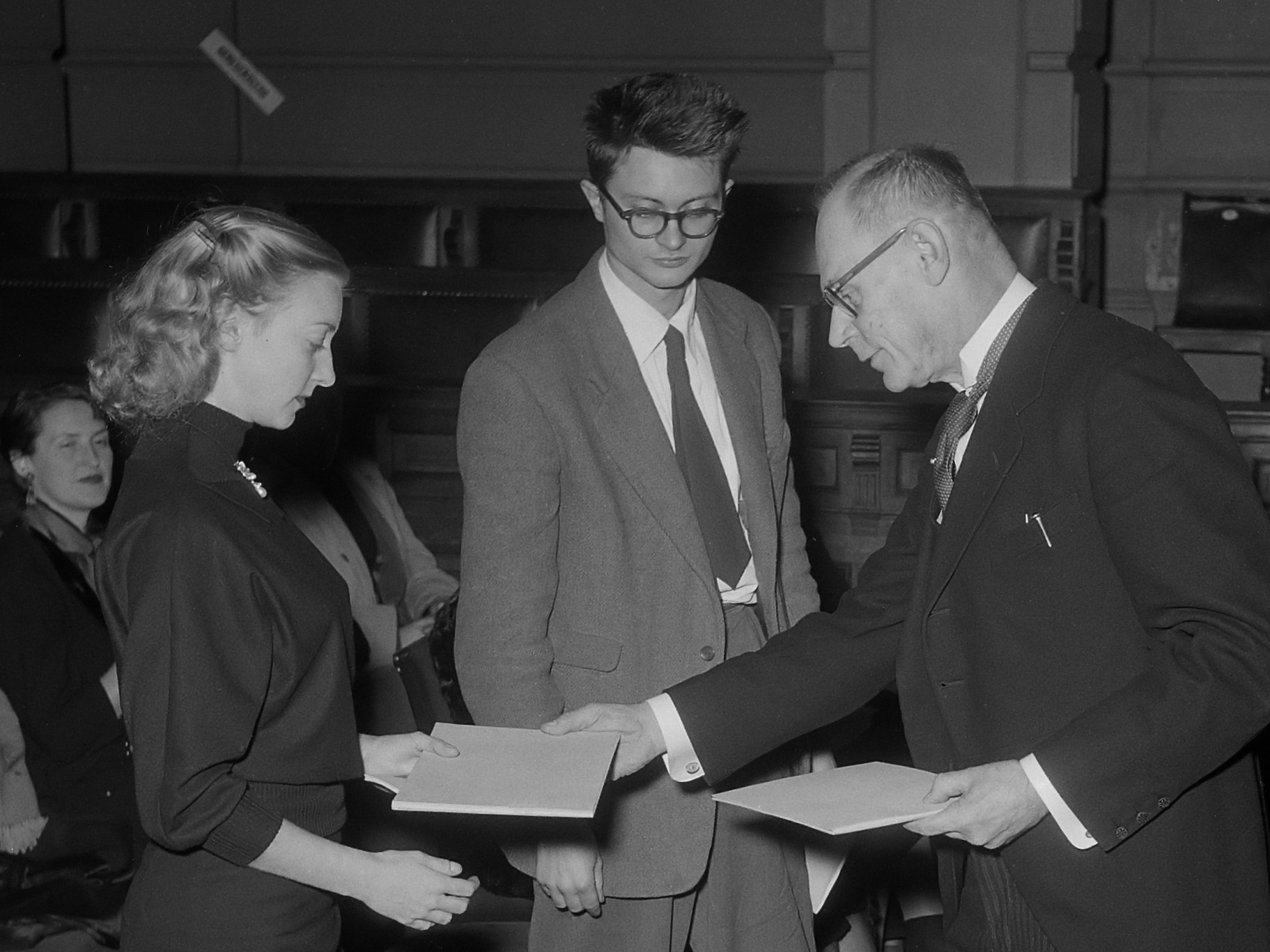
Uitreiking van de Reina Prinsen Geerligsprijs door J.P. Prinsen Geerligs aan Ellen Warmond en Remco Campert (1953)

De Reina Prinsen Geerligsprijs was een jaarlijks toe te kennen literaire prijs. De prijs werd ingesteld in 1946 door de ouders van de in de Tweede Wereldoorlog omgekomen schrijfster Reina Prinsen Geerligs (1922-1943), om de herinnering aan haar levend te houden met de spaarsom die zij aanvankelijk voor haar studiegeld hadden bestemd. De prijs werd uitgereikt aan jonge letterkundigen van 20-25 jaar oud. De prijs is onder anderen uitgereikt aan Harry Mulisch, Gerard Reve, J. Bernlef, Remco Campert en Leon de Winter. In 1979 is hij voor de laatste maal toegekend.
Gelauwerden voor deze prijs:
- 1979 - Leon de Winter voor De (ver)wording van de jongere Dürer
- 1978 - niet uitgeschreven
- 1977 - niet toegekend
- 1976 - Jotie T'Hooft voor Junkieverdriet
- 1976 - Oek de Jong voor De handen van Moeskops
- 1975 - niet toegekend
- 1974 - niet toegekend
- 1973 - Frans Kusters voor Jouw goedheid
- 1972 - Willem Jan Otten voor Een zwaluw vol zaagsel
- 1971 - niet toegekend
- 1970 - Arie van den Berg voor Mijn broertje kende nog geen kroos
- 1969 - niet toegekend
- 1968 - Hans Vlek voor Een warm hemd voor de Winter
- 1967 - Eddy van Vliet voor Duel
- 1966 - niet uitgeschreven
- 1965 - Henk van Kerkwijk voor Geweer met terugslag
- 1964 - Kees Holierhoek voor Slow -quick -quick -slow
- 1963 - niet toegekend
- 1962 - Steven Membrecht voor Het einde komt vanzelf
- 1961 - Peter van Gestel voor Drempelvrees (Vier verhalen)
- 1960 - A.P. van Hoek voor Duitsland nu
- 1959 - J. Bernlef voor Kokkels
- 1958 - niet toegekend
- 1957 - niet toegekend
- 1956 - Winny Pendèl voor Ik ga weg tot ziens
- 1955 - W.G. Klooster voor Zonder het genadige einde
- 1954 - Henk Romijn Meijer voor Consternatie
- 1953 - Remco Campert voor Berchtesgaden
- 1953 - Ellen Warmond voor Proeftuin
- 1952 - Kees Stempels voor De glazen bol
- 1951 - Harry Mulisch voor archibald strohalm
- 1950 - Jan Blokker voor Séjour
- 1949 - Willem Wittkampf voor Het kanon
- 1948 - Mies Bouhuys voor Ariadne op Naxos
- 1947 - Gerard Kornelis van het Reve voor De avonden

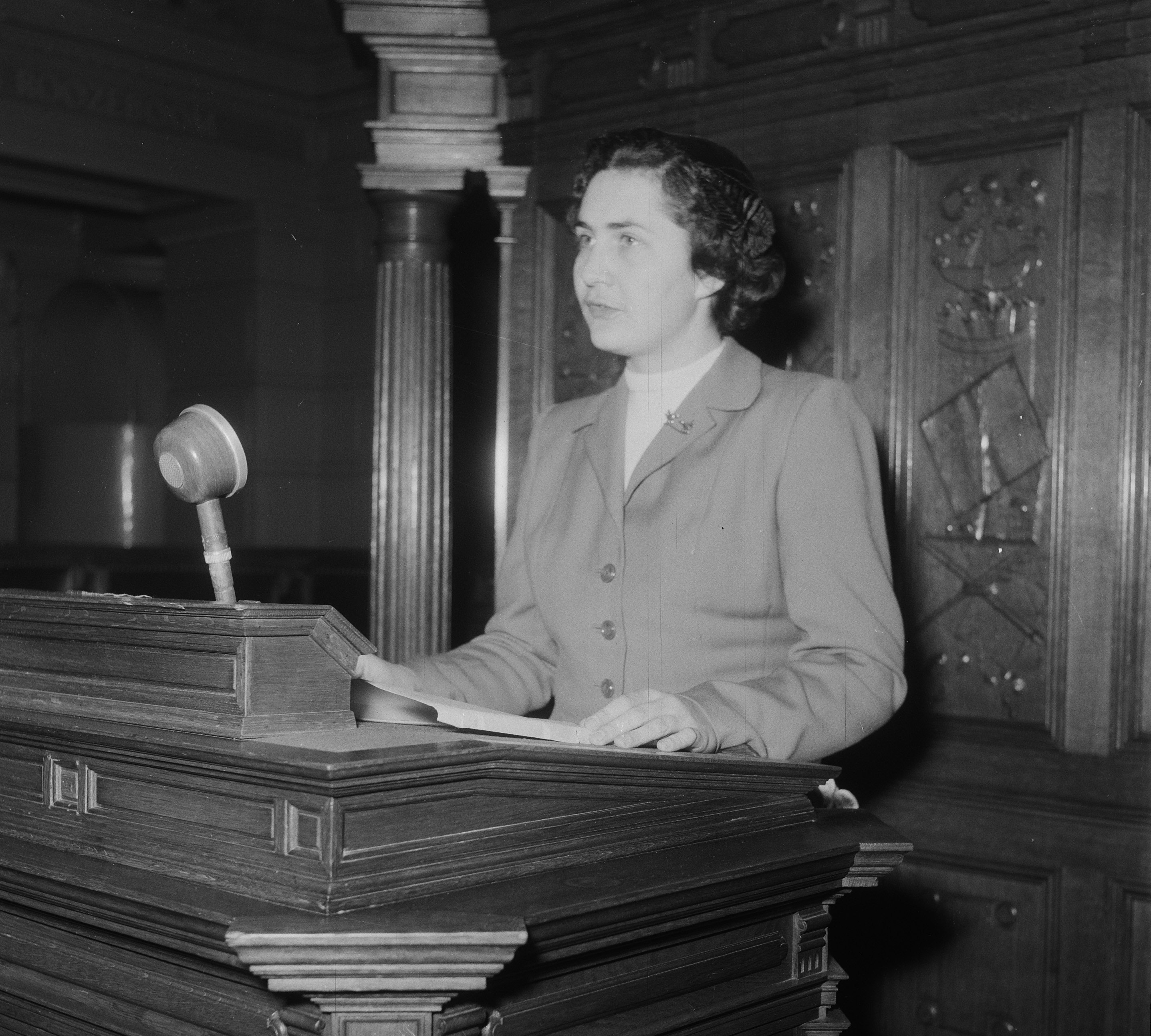
Ina Rousseau (1953)

Naast de Reina Prinsen Geerligsprijs voor Nederlandse literatuur is de prijs ook zeven keer uitgereikt aan schrijvers van Zuid-Afrikaanse literatuur:
- 1976 – Antjie Krog
- 1971 – Fanie Olivier
- 1968 - Breyten Breytenbach voor Die huis van die dowe
- 1965 - André Brink voor Lobola vir die lewe & Die ambassadeur
- 1962 - Abraham H. de Vries voor Hoog teen die heuningkrans & Verlore Erwe & Vetkers en neonlig
- 1956 - Peter Blum voor Steenbok tot Poolsee
- 1953 - Ina Rousseau